# 水手 (郑智化)
《水手》是台湾男歌手郑智化的一首励志歌曲，该歌曲由郑智化本人作词和作曲，陈志远编曲，时长4分51秒，在1992年专辑《私房歌》中发行，由飞碟唱片发行。

## 创作
郑智化是一位残疾人，喜欢泡澡，这首歌曲就是他在浴缸里泡澡寫出的作品，其歌中名句“他说风雨中这点痛算什么，擦干泪不要怕，至少我们还有梦”鼓励了一代又一代遭遇挫折但奋力向上的青年人。

## 延伸
2001年，《水手》出现在上海初中一年级上册的《音乐》教材，同时《天路》、《蜗牛》和《好大一棵树》也入选了上海教材。

## 改編
此歌曲被改編成粵語版本《自由花》，是香港支援中华人民共和国民主运动的歌曲，由周禮茂填詞，常用維園六四燭光晚會、七一大遊行等社會運動。

## 其他
此歌曲副歌旋律與多首日本歌曲的副歌或前奏音樂相似，如松本伊代《抱きしめたい》、中島美雪《見返り美人》、長渕剛《GOOD-BYE青春》、三田寬子《恋ごころ》。